# Christian Eckermann
Christian Hinrich Eckermann (* 30. November 1833 in Elmshorn; † 8. Juni 1904 in Kiel, beigesetzt in Hamburg-Ohlsdorf) war ein deutscher Tiefbauingenieur.

## Leben und Wirken
Christian Eckermann war ein Sohn des Elmshorner Schneidermeisters Detlef Eckermann (* 7. Januar 1801 in Elmshorn; † 22. Februar 1866 ebenda) und dessen Ehefrau Margaretha, geborene Dierks (* 25. Februar 1791 in Elmshorn; † 27. Mai 1883). Seine Mutter war eine Tochter von Barthold Hinrich Dierks (um 1763–1828). Er ging auf die Volksschule von Elmshorn und von 1848 bis 1850 in die Privatschule von Dr. Caesar Stoeßiger, wo er Fremdsprachen lernte.
Nach der Konfirmation erhielt Eckermann eine praktische Ausbildung zum Landmesser in Dithmarschen. Im Frühjahr 1856 bestand er bei der zuständigen Kommission in Kiel die Examensprüfung. Im Dezember 1856 bekam er das königliche Diplom als Landmesser. Im November 1857 wurde er als ebensolcher für Holstein und Lauenburg bestallt. Während des Jahres 18574 vermaß er Deiche und Flüsse in Norderdithmarschen. 1858 übernahm er die als aufsichtsführender Ingenieur die Leitung über die Arbeiten am Sommerdeich vor Hedwigenkoog.
Von Dezember 1858 bis zum Sommer 1860 lernte Eckermann am Münchener Polytechnikum. Danach zog er nach Lunden und arbeitete erneut als Ingenieur im Deich- und Wasserbau Norderdithmarschens, so 1862 als Sektionsingenieur während der Eindeichung von Wesselburenerkoog. Die österreichisch-preußische Zivilbehörde für die Herzogtümer ernannten ihn im September 1864 zum kommissarischen Wegebauinspektor für den 3. Schleswigschen Bezirk und wies ihm Bredstedt als Wohnsitz zu. Bei seiner offiziellen Ernennung im September 1866 durch Carl von Scheel-Plessen wohnte er allerdings in Husum.
1869 ging Eckermann als kommissarischer Kreisbaubeamter für Norderdithmarschen zurück an seine vorherige Arbeitsstätte. 1871 wurde er zum Bauinspektor ernannt und vermutlich gleichzeitig als Kreisbaubeamter bestätigt. Als 1872 die Erdarbeiten zur Eindeichung des Kaiser-Wilhelm-Koog begannen, traten offensichtlich Probleme auf, sodass Eckermann die Bauleitung erhielt. Er konnte die Arbeiten ein Jahr später abschließen Während dieser Zeit hatte er seinen Wohnsitz in Heide. 1876 wechselte er vom preußischen Staatsdienst zur schleswig-holsteinischen Provinzialverwaltung. Als Wegebauinspektor betreute er die Kreise Norderdithmarschen, Eiderstedt, Husum, Tondern und die ehemalige Landschaft Stapelholm. Den Wohnsitz in Heide behielt er bei. 1894 ging er als Landesbaurat in die Zentrale der Provinzialverwaltung in Kiel. Hier leitete er das komplette Wegebauwesen und die Kleinbahnen.
In seinen letzten Lebensjahren erkrankte Eckermann schwer, arbeitete jedoch bis Lebensende.

## Bedeutung im Fachgebiet
Da ein Großteil der Dokumente der Provinzialverwaltung während des Zweiten Weltkriegs zerstört wurden, kann Eckermanns Leistung fachlich nicht korrekt eingeschätzt werden. Gemäß einem Nachruf sei er ein tüchtiger, fleißiger und sachkundiger Beamter gewesen, der aufgrund seines Humors allgemein beliebt gewesen sei.
Über das Fachgebiet hinaus bekannt wurde Eckermann mit seinen Aufsätzen über die Historie der Eindeichungen entlang der ganzen Westküste Schleswig-Holsteins. Diese erschienen in der Zeitschrift der Gesellschaft für Schleswig-Holsteinische Geschichte. Es handelte sich um die ersten sachkundigen Abhandlungen hierzu, die Eckermann auf der Basis handschriftlicher Quellen erstellte.
Eckermann lernte während seiner Zeit in Husum Theodor Storm kennen. Nach Storms Wohnortwechsel nach Hademarschen entstand eine engere Beziehung zwischen beiden Familien. Storm nutzte Eckermanns Wissen, als er von 1885 bis 1888 an der Novelle Der Schimmelreiter arbeitete. Dabei bemühte er sich, den Deichbau und Deichbruch möglichst realistisch zu beschreiben.

## Familie
Um 1867 heiratete Eckermann Emma Christiane Caroline Adele Dumreicher (* 14. Juli 1845 in Pinneberg; † 23. Dezember 1902 in der Provinzial-Irrenanstalt Schleswig). Ihr Vater Johann Friedrich Thomas Dumreicher (1790–1848) arbeitete als Aktuar der Herrschaft Pinneberg und war verheiratet mit Johanna Adeline, geborene Schaedtler (1807–1889).
Das Ehepaar Eckermann hatte einen Sohn und drei Töchter. Die Tochter Emma Louise Adele (Ada) (* 13. Februar 1878; † nach 1951) heiratete Johann Sass (1867–1951). Ihr Ehemann arbeitete als Bibliothekar und leitete ab 1926 das Politische Archiv des Auswärtigen Amts.